# Chalkogeny
Chalkogeny jsou 16. skupinou periodické tabulky (6. hlavní skupinou nebo skupinou kyslíku). Název pochází ze spojení řeckých slov chalkos (ruda) a gennaó (tvořit). Jsou to tedy rudotvorné prvky. Mezi chalkogeny patří kyslík (O), síra (S), selen (Se), tellur (Te), polonium (Po) a livermorium (Lv). Z hlediska vlastností je významný rozdíl mezi prvním prvkem kyslíkem a ostatními prvky skupiny, které mají mnoho společných vlastností a zároveň odlišných od kyslíku.
Chalkogeny mají elektronovou konfiguraci valenční sféry ns2np4. Nazývají se proto prvky p4, protože mají čtyři valenční elektrony v orbitalech p. Kromě kyslíku mají ostatní prvky této skupiny ve valenční sféře také orbital d a díky tomu jsou podstatně rozšířeny jejich vazebné možnosti.
Nejdůležitější prvek skupiny je kyslík, který ve své dvouatomové formě tvoří důležitou složku atmosféry a je nezbytný pro život organismů na Zemi. Hned druhým je síra, která se vyskytuje v bílkovinách jako aminokyselina cystein či methionin. Je tak přítomná prakticky ve všech živých organismech.

## Etymologie
- V 19. století Jons Jacob Berzelius navrhl nazývat prvky 16. skupiny amfigeny, protože tvořily soli tehdy nazývané amfidní (soli oxokyselin). Termín je nyní zastaralý.
- Na začátku 20. století se začal používat název chalcogeny, který pochází z řeckých slov χαλκος (chalkos - doslova měď a později ruda) a γενές (gennaó - narozen, tvořit, pohlaví). Rudotvorná forma byla navržena jako lepší překlad, protože drtivá většina kovových rud jsou chalkogenidy a slovo χαλκος ve starověké řečtině bylo spojeno s kovy a horninami nesoucími kovy obecně, ne jenom měď.
- Název kyslíku (chemická značka O, latinsky oxygenium) pochází z řeckých slov oxy gennaó, což znamená kyselinotvorný.
- Název síry (chemická značka S, latinsky sulphur) pochází buď z latinského slova sulphurium nebo starověkého slova označujícího síru sulvere.
- Selen (chemická značka Se, latinsky selenium) je pojmenován po řecké bohyni Měsíce Selene, aby název odpovídal dříve objevenému prvku tellurium.
- Tellur (chemická značka Te, latinsky tellurium) je pojmenován podle latinského slova tellus, což znamená Země.
- Polonium  (chemická značka Po, latinsky polonium) je pojmenováno po Polsku, rodné zemi objevitelky tohoto prvku  Marie Curie-Sklodowské.
- Livermorium (chemická značka Lv, latinsky livermorium) je pojmenováno po Lawrence Livermore National Laboratory, kde bylo objeveno. Jeho název byl schválen v roce 2012.

## Historie
- Úspěšně vytvořit kyslík se podařilo vědcům Robert Hooke, Michail Lomonosov, Ole Borch a Pierre Bayden. Ti si ale neuvědomili, že kyslík musí být součástí vzduchu, neboť až do konce 17. století byl vzduch považován za prvek. Kyslík objevil až Joseph Priestley v roce 1774, když zaměřil sluneční světlo na vzorek oxidu rtuťnatého a shromáždil výsledný plyn. Carl Wilhelm Scheele vytvořil kyslík již v roce 1771 stejnou metodou, ale publikoval své výsledky až v roce 1777.

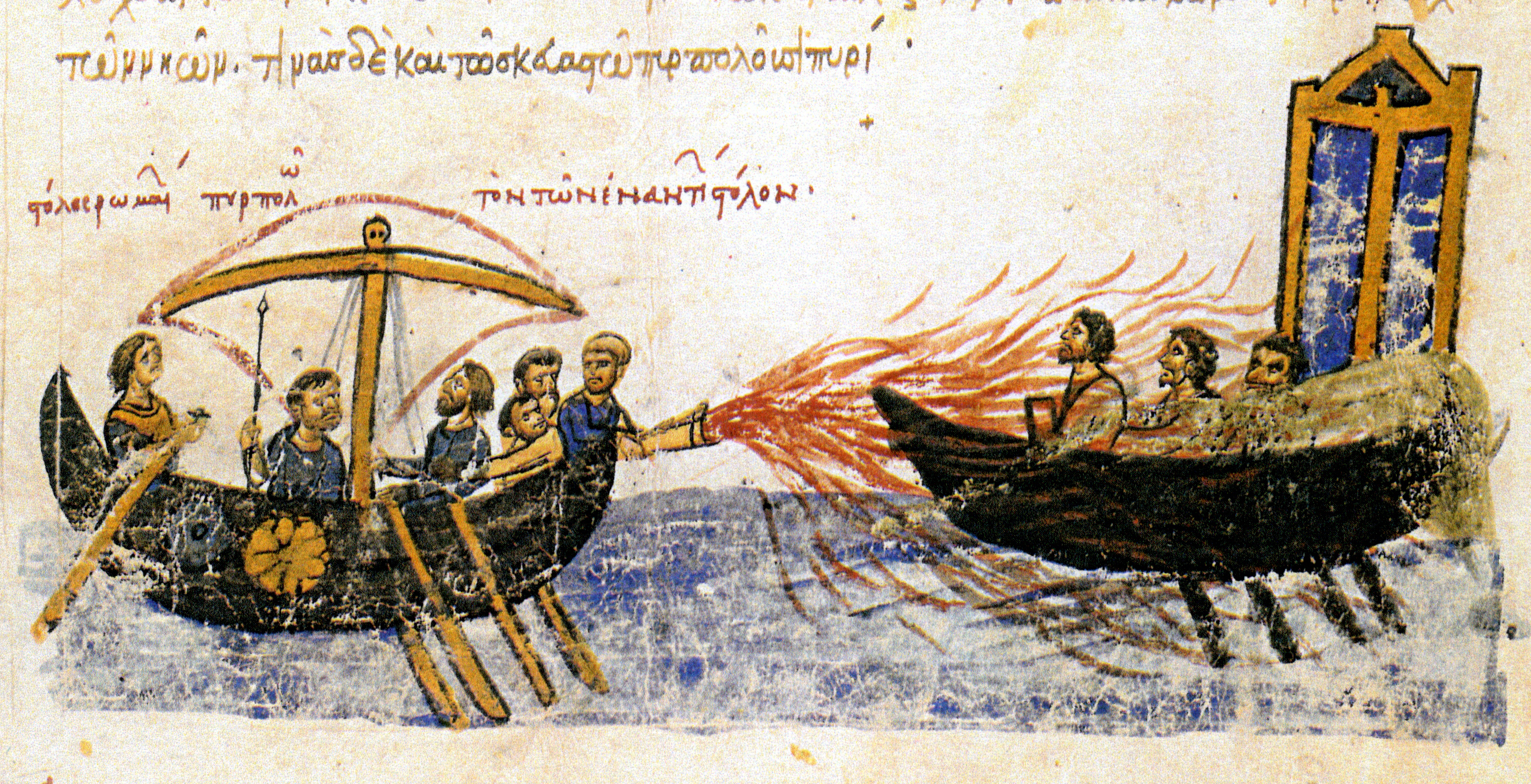
Řecký oheň (obsahoval síru)

- Řecký oheň (obsahoval síru)Síra je známa již od starověku a v Bibli je zmíněna patnáctkrát. Byla známa starým Řekům a běžně ji těžili Římané. Byla také používána jako součást řeckého ohně. Ve středověku byla klíčovou součástí alchymistických experimentů. Až koncem 18. století vědci Joseph Louis Gay-Lussac a Louis-Jacques Thénard prokázali, že síra je chemickým prvkem.
- Tellur byl objeven v roce 1783 Franzem Josephem Müllerem von Reichenstein. Objevil jej ve vzorku minerálu calaverit. Předpokládal, že vzorek je čistý antimon nebo sulfid bismutitý, ale testy to neprokázaly. Nakonec si uvědomil, že vzorek je zlato spojené s neznámým prvkem. V roce 1796 poslal Müller část vzorku německému chemikovi Martinu Klaprothovi, který dosud neobjevený prvek vyčistil a nazval jej tellur podle latinského názvu pro Zemi.
- Selen objevil v roce 1817 Jöns Jacob Berzelius. Všiml si červenohnědého sedimentu v továrně na výrobu kyseliny sírové. Předpokládal, že vzorek obsahuje arsen nebo tellur. Později dokázal, že obsahuje nový prvek, který pojmenoval selen po řecké bohyni Měsíce Selene.

## Fyzikální vlastnosti

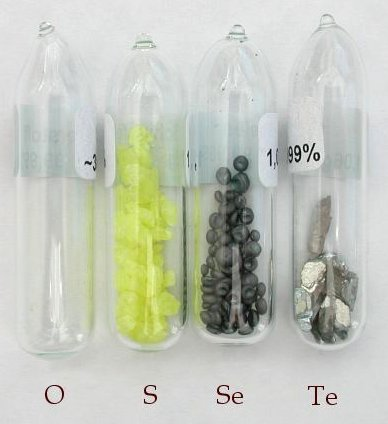
Čtyři stabilní chalkogeny - kyslík, síra, selen, tellur

- Čtyři stabilní chalkogeny - kyslík, síra, selen, tellurFyzikální vlastnosti jsou odstupňovány s rostoucí atomovou hmotností. Hustota, bod tání, bod varu, atomové a iontové poloměry rostou s vyšším atomovým číslem.
- Kyslík je plyn, síra je nekov, selen a tellur jsou polokovy (existují také kovové modifikace selenu a telluru), polonium a livermorium jsou kovy.
- Všechny pevné stabilní chalkogeny jsou měkké a špatně vedou teplo.
- Elektronegativita klesá s vyšším atomovým číslem.

| Prvek       | Bod tání (°C)    | Bod varu (°C)    | Hustota (g/cm3)    |
| ----------- | ---------------- | ---------------- | ------------------ |
| Kyslík      | −219             | −183             | 0,00143            |
| Síra        | 120              | 445              | 2,07               |
| Selen       | 221              | 685              | 4,3                |
| Tellur      | 450              | 988              | 6,24               |
| Polonium    | 254              | 962              | 9,2                |
| Livermorium | 220 (předpoklad) | 800 (předpoklad) | 14,00 (předpoklad) |

## Chemické vlastnosti
- Všechny prvky 16. skupiny mají šest elektronů ve valenční vrstvě. Elektronová konfigurace jejich valenční elektronové slupky je ns2 np4. Díky tomu preferují tvorbu sloučenin s oxidačním číslem -II. až VI.
- Oxidační číslo -II mají chalkogeny při vzniku vazby s elektropozitivnějšími prvky. Při vzniku vazby přenášejí tyto prvky sdílené elektronové páry do prostoru atomů chalkogenů za vzniku iontové nebo kovalentní vazby.
- Oxidační číslo kladné hodnoty mají chalkogeny při vzniku vazby s elektronegativnějšími prvky. Při vzniku vazby přitahují tyto prvky sdílené elektronové páry do prostoru svých atomů za vzniku iontové nebo kovalentní vazby.
- S kovy reagují za vzniku částečně zásaditých chalkogenidů kovů (například oxidů a sulfidů).
- S vodíkem reagují za vzniku vody, sirovodíku, selenovodíku a tellurovodíku. Tyto sloučeniny mají molekulární vzorec H2X.
- Chalkogeny také tvoří sloučeniny mezi sebou (například oxidy síry nebo sulfidy selenu).
- Chalkogenní oxidy reagují s vodou za vzniku kyseliny se vzorcem H2XO3 (například kyselina siřičitá) nebo kyseliny se vzorcem H2XO4 (například kyselina sírová).

## Výskyt v přírodě

Průběh fotosyntézy za vzniku kyslíku

- Čtyři nejlehčí chalkogeny (kyslík, síra, selen a tellur) jsou prvotními prvky na Zemi. Síra a kyslík se vyskytují jako složky měděných rud a selen a tellur se v těchto rudách vyskytují v malých stopách. Mezi kovovými chalkogenidy jsou nejběžnější oxidy a sulfidy.

- Kyslík se vyskytuje především jako složka vzduchu ve formě dvouatomových molekul a také rozpuštěný ve vodě. Je základem života na Zemi a vyskytuje se ve všech živých organismech. S mnoha prvky vytváří oxidy, například plynný oxid uhličitý v zemské atmosféře a pevný oxid křemičitý (křemen) jako hlavní složka zemské kůry. Nachází se v mnoha dalších oxidových a hydroxidových minerálech. Tvoří 21 % hmotnostních složek atmosféry, 89 % vody, 46 % zemské kůry a 65 % lidského těla.  Kyslík je třetím nejhojnějším prvkem ve vesmíru a tvoří 1 % hmoty vesmíru.Síra

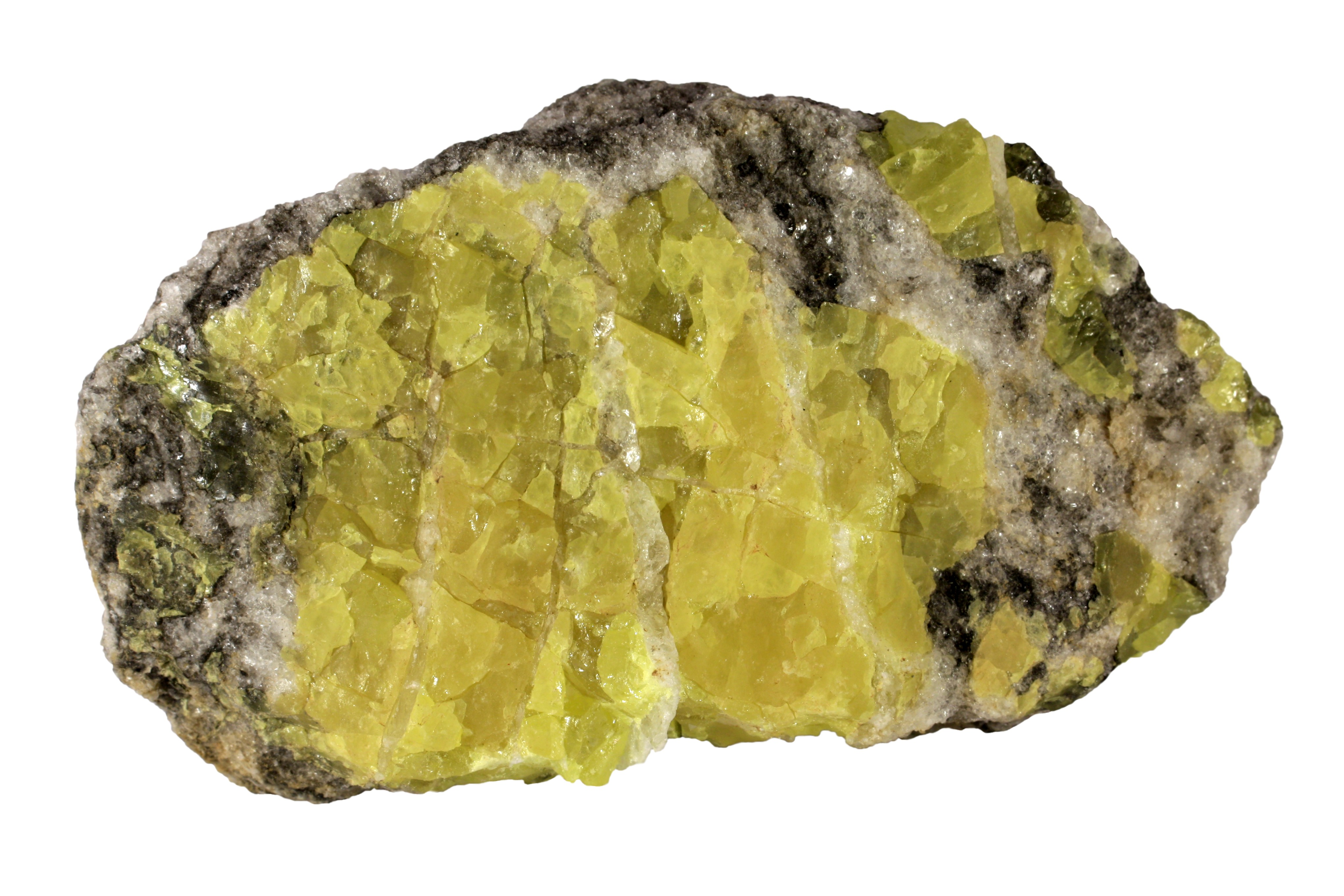
Síra

- Síru lze nalézt v elementární formě nebo ve formě sulfidových a sulfátových minerálů. Sulfidy tvoří s mnoha prvky, například minerály galenit, cinabarit, pyrit a sulfid zinečnatý. Je obsažena v sirovodíku, oxidu siřičitém a kyselině sírové často v souvislosti se sopečnými erupcemi. Je také přítomná prakticky ve všech živých organismech, například v bílkovinách jako aminokyselina cystein či methionin. Síra tvoří 0,035 % hmotnostních složek zemské kůry, což z ní činí 17. nejhojnější prvek. Ve vesmíru je 10. nejhojnějším prvkem .Selen

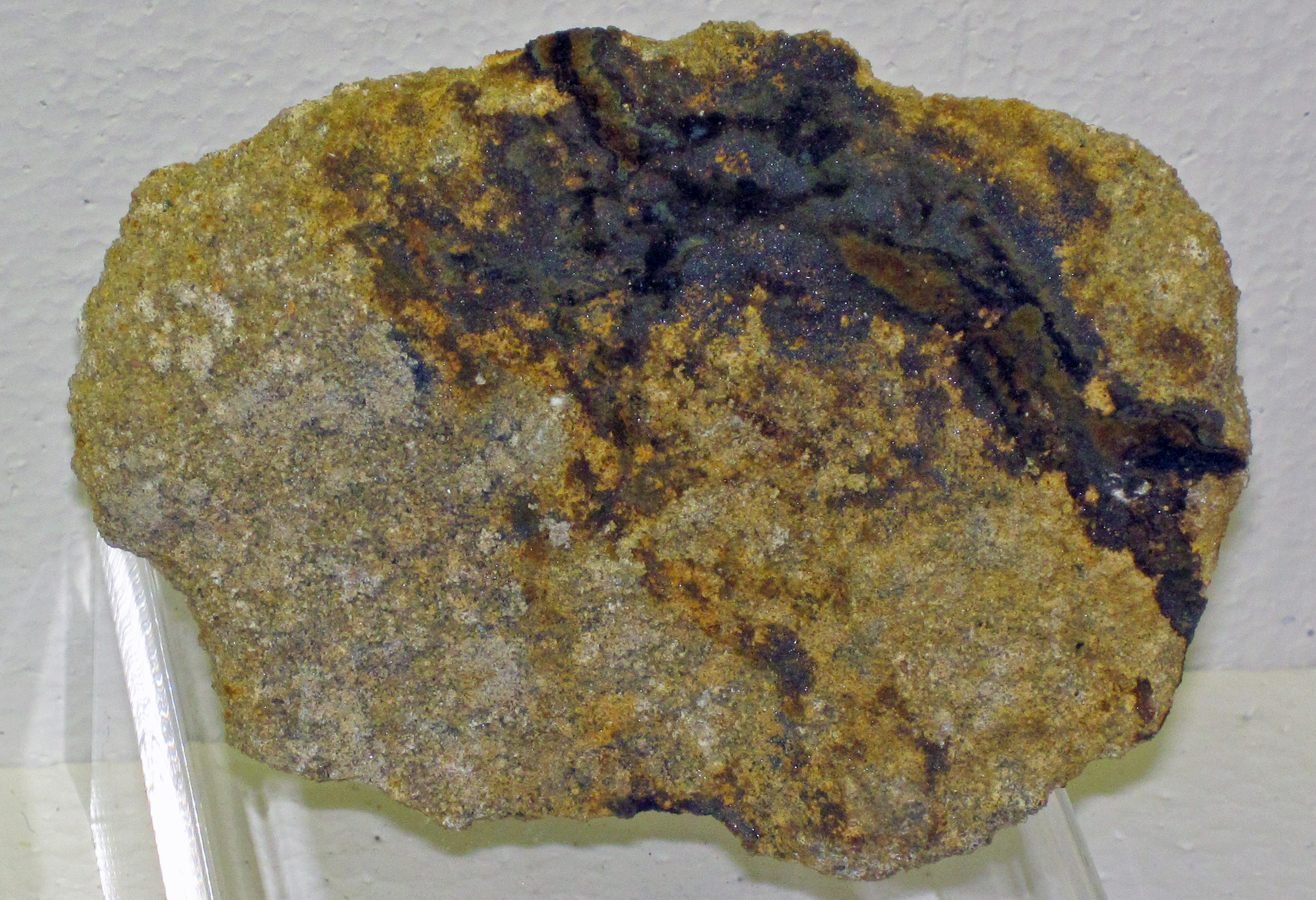
Selen

- Selen je 67. nejhojnější prvek v zemské kůře. Atmosféra obsahuje 1 nanogram selenu na metr krychlový. V přírodě vytváří vzácnější selenidy, jako je například selenid mědi.
- Tellur je jedním z deseti nejméně hojných prvků v zemské kůře. Vytváří vzácnější telluridy jako je například tellurid stříbrný. Dále se vyskytuje v některých minerálech se zlatem, jako je sylvanit a kalaverit.

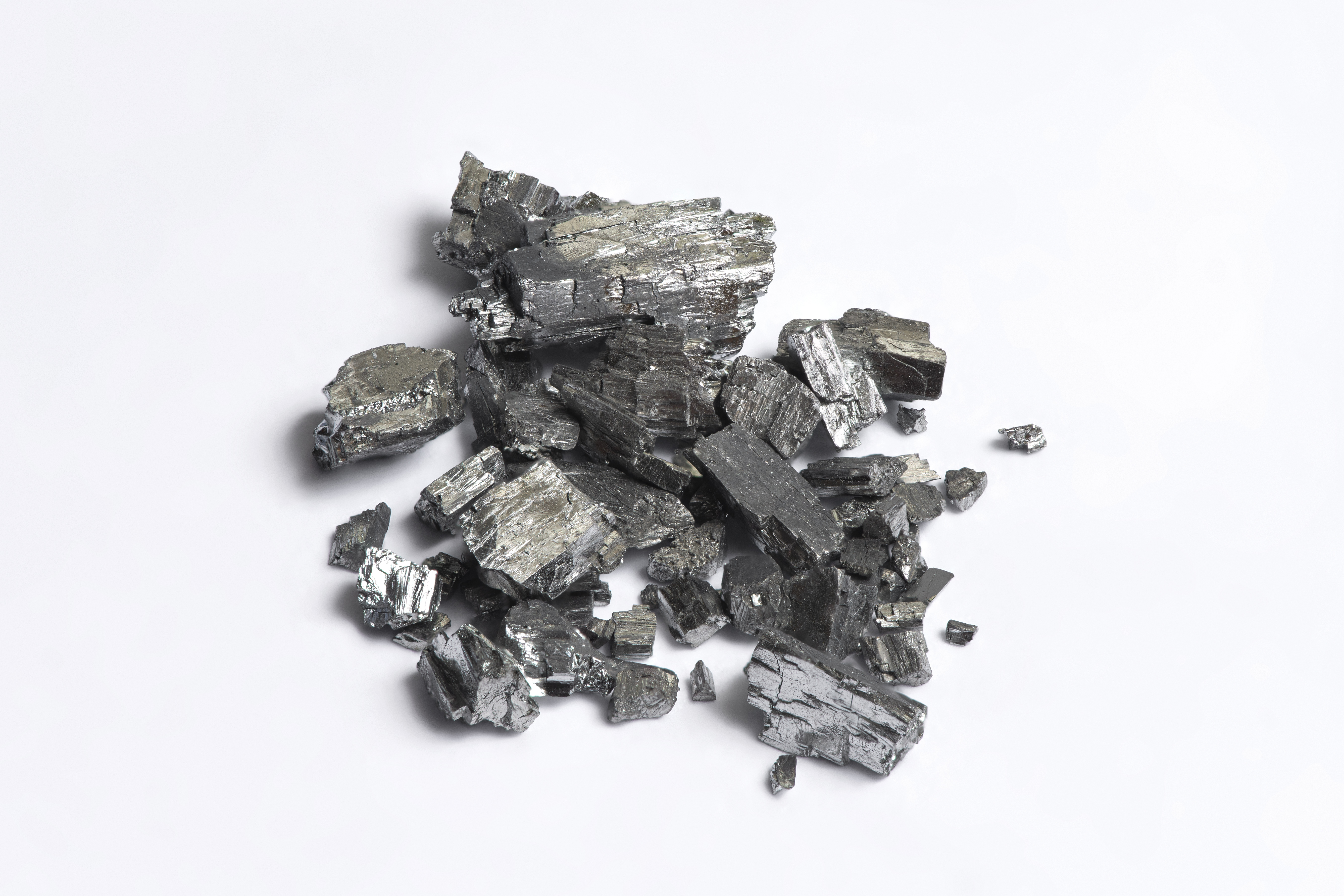
Tellur

- TellurPolonium je jeden z deseti nejvzácnějších kovů na Zemi. Vyskytuje se pouze ve stopových množstvích prostřednictvím radioaktivního rozpadu uranu a thoria. V uranových rudách je přítomno v koncentracích 100 mikrogramů na metrickou tunu. Velmi malé množství polonia existuje v půdě, a tím i ve většině potravin a lidském těle. Vytváří především nestabilní sloučeniny.
- Livermorium se v přírodě nevyskytuje. Je to transuran s protonovým číslem 116. Vyrábí se uměle v urychlovačích částic. Vždy je syntetizováno jen několik atomů najednou.